# Кобилњице (Свидњик)
Кобилњице (слч. Kobylnice) насељено је мјесто са административним статусом сеоске општине (слч. obec) у округу Свидњик, у Прешовском крају, Словачка Република.

## Становништво
| Година:    | 1994. | 2004. | 2014.    | 2024.    |
| ---------- | ----- | ----- | -------- | -------- |
| Број људи: | 100   | 109   | 98       | 85       |
| Разлика:   |       | +9 %  | -10,09 % | -13,26 % |

| Година:    | 2023. | 2024.   |
| ---------- | ----- | ------- |
| Број људи: | 89    | 85      |
| Разлика:   |       | -4,49 % |

Према подацима о броју становника из 2024. године насеље је имало 85 становника.